# Liste des volcans d'Équateur
Cet article recense les volcans d'Équateur.

## Caractéristiques

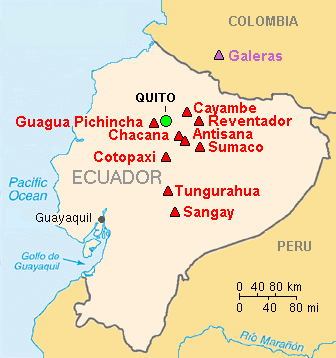
Carte de l'Équateur indiquant la position de quelques-uns de ses volcans.

L'Équateur est un pays de volcans. La Cordillère des Andes traverse tout le pays, dans sa partie centrale, selon une orientation NE-SO. Cette chaîne est parsemée, dans ce pays, de nombreux volcans dont une dizaine culminent à plus de 5.000 m. Les spécialistes appellent cette zone  l’arc volcanique équatorien. Cet arc est le résultat de la subduction de la plaque océanique Nazca sous la plaque continentale d’Amérique du Sud.
On distingue habituellement 4 zones volcaniques sur la partie continentale de l’Équateur :
- la cordillère Occidentale, dont l’altitude moyenne est inférieure à 3.500 m, malgré de nombreux volcans à plus de 4.000 m et 5.000 m et la présence, dans cette chaîne, du volcan le plus haut d’Équateur, le Chimborazo, avec ses 6.267 m.

- la vallée Interandine, surnommée l’Allée des volcans par l’explorateur allemand Humboldt au début des années 1800. C’est là qu’on trouve la plupart des grandes villes de la Sierra (Ibarra, Quito, Latacunga, Ambato, Riobamba).

- la cordillère Orientale, plus massive et plus haute que la première avec une altitude moyenne de 4.000 m, offre l’aspect d’une énorme muraille séparant la Sierra équatorienne de la région amazonienne qui s’étend à l’Est du pays (communément appelée en espagnol l’Oriente).

- la cordillère Suborientale, qui est une émanation de la cordillère Orientale et qui se présente sous la forme de trois branches distinctes désignées du Nord au Sud : cordillères de Napo Galeras, de Cutucú et du Condór.

Un 5e foyer volcanique se situe dans les îles Galápagos, province équatorienne à 1000 km à l’Ouest du continent, dans le Pacifique. Ces îles sont toutes d’origine volcanique, en raison d’un point chaud situé à cet endroit, sous la plaque océanique Nazca.
La dernière éruption notable qui a eu lieu en Équateur — et la plus importante de ces dernières années — est celle du volcan Tungurahua (en activité depuis 1999), le 16 août 2006. Avant cela, le volcan Reventador est entré en éruption le 4 novembre 2002. Le Guagua Pichincha a connu une forte activité éruptive en 1998.

## Liste

### Continent

#### Chaîne Occidentale
La chaîne Occidentale (cordillera occidental en espagnol) est l'une des deux chaînes principales qui traversent l'Équateur du Nord au Sud. Elle culmine au Chimborazo à 6 267 m d'altitude, le plus haut sommet du pays.
| Nom                      | Altitude (m) | Dernière éruption   | Coordonnées                 |
| ------------------------ | ------------ | ------------------- | --------------------------- |
| Almas Santas             | +03 745,     | ?                   | 0° 35′ 37″ S, 78° 50′ 52″ O |
| Atacazo                  | +04 455,     | ?                   | 0° 21′ 24″ S, 78° 37′ 08″ O |
| Carcacha                 | +03 870,     | Pléistocène         | 0° 19′ 06″ S, 78° 36′ 09″ O |
| Carihuayrazo             | +05 018,     | ?                   | 1° 24′ 27″ S, 78° 45′ 05″ O |
| Casitahua                | +03 519,     | ?                   | 0° 02′ 14″ S, 78° 28′ 48″ O |
| Cerro Negro de Mayasquer | +04 465,     | ?                   | 0° 49′ 26″ N, 77° 57′ 57″ O |
| Chachimbiro/Huanguillaro | +04 105,     | vers 3740 av. J.-C. | 0° 27′ 52″ N, 78° 17′ 23″ O |
| Chiles                   | +04 707,     | ?                   | 0° 49′ 00″ N, 77° 56′ 14″ O |
| Chiltazón/Peña Blanca    | +03 967,     | ?                   | 0° 40′ 55″ N, 78° 01′ 25″ O |
| Chimborazo               | +06 267,     | 640 ± 500 ans       | 1° 28′ 09″ S, 78° 49′ 02″ O |
| Corazón                  | +04 782,     | Holocène            | 0° 31′ 53″ S, 78° 39′ 36″ O |
| Cotacachi                | +04 944,     | 950 av. J.-C.       | 0° 21′ 38″ N, 78° 20′ 55″ O |
| Cuicocha                 | +03 377,     | 950 av. J.-C.       | 0° 18′ 23″ N, 78° 20′ 54″ O |
| Cushnirumi               | +03 776,     | ?                   | 0° 11′ 28″ N, 78° 19′ 40″ O |
| Illiniza Nord            | +05 105,     | Holocène            | 0° 38′ 58″ S, 78° 43′ 16″ O |
| Illiniza Sud             | +05 245,     | Holocène            | 0° 39′ 45″ S, 78° 42′ 58″ O |
| Ninahuilca               | +03 830,     | 400 av. J.-C.       | 0° 22′ 58″ S, 78° 38′ 27″ O |
| Parulo                   | +03 300,     | ?                   | 0° 30′ 29″ N, 78° 25′ 55″ O |
| Pichincha, Guagua        | +04 776,     | 2003                | 0° 10′ 38″ S, 78° 35′ 56″ O |
| Pichincha, Rucu          | +04 696,     | ?                   | 0° 09′ 48″ S, 78° 34′ 00″ O |
| Pilavo                   | +04 224,     | ?                   | 0° 31′ 21″ N, 78° 22′ 01″ O |
| Pilisurco                | +04 508,     | ?                   | 1° 07′ 28″ S, 78° 47′ 56″ O |
| Pululahua                | +03 356,     | ± 460 av. J.-C.     | 0° 02′ 06″ N, 78° 27′ 56″ O |
| Pulumbura                | +04 214,     | ?                   | 0° 27′ 12″ N, 78° 21′ 46″ O |
| Quilotoa                 | +03 915,     | 1797                | 0° 52′ 03″ S, 78° 54′ 56″ O |
| Yanaurcu de Piñán        | +04 535,     | Pléistocène         | 0° 28′ 57″ N, 78° 19′ 47″ O |

#### Vallée interandine
Ces volcans (interandinos en espagnol) ne font pas partie d'une chaîne particulière et sont situés entre la chaîne Occidentale et la chaîne Orientale. Ils incluent :
| Nom            | Altitude (m) | Dernière éruption | Coordonnées                 |
| -------------- | ------------ | ----------------- | --------------------------- |
| Calpi          | +03 230,     | ?                 | 1° 37′ 53″ S, 78° 44′ 30″ O |
| Cerro de Callo | +03 169,     | ?                 | 0° 42′ 54″ S, 78° 35′ 20″ O |
| Chaquilulo     | +03 649,     | ?                 | 0° 34′ 40″ N, 77° 55′ 39″ O |
| Chalpatán      | +03 624,     | ?                 | 0° 42′ 57″ N, 77° 47′ 10″ O |
| Chulamuez      | +03 566,     | ?                 | 0° 44′ 24″ N, 77° 41′ 47″ O |
| Cubilche       | +03 828,     | ?                 | 0° 13′ 49″ N, 78° 08′ 10″ O |
| Cunrru         | +03 305,     | ?                 | 0° 13′ 45″ N, 78° 05′ 54″ O |
| Cusín          | +03 989,     | ?                 | 0° 09′ 39″ N, 78° 08′ 50″ O |
| Fuya-Fuya      | +04 279,     | ?                 | 0° 08′ 00″ N, 78° 17′ 38″ O |
| Horqueta       | +03 700,     | ?                 | 0° 41′ 01″ N, 77° 50′ 06″ O |
| Huisla/Llimpi  | +03 763,     | Pléistocène       | 1° 24′ 04″ S, 78° 34′ 14″ O |
| Igualata       | +04 430,     | ?                 | 1° 29′ 37″ S, 78° 38′ 27″ O |
| Iguán          | +03 876,     | ?                 | 0° 37′ 09″ N, 78° 00′ 23″ O |
| Ilaló          | +03 188,     | Pléistocène       | 0° 15′ 47″ S, 78° 25′ 08″ O |
| Imbabura       | +04 609,     | 5550 av. J.-C.    | 0° 15′ 39″ N, 78° 10′ 50″ O |
| Licto          | +03 336,     | ?                 | 1° 47′ 02″ S, 78° 36′ 56″ O |
| Mojanda        | +04 263,     | Holocène          | 0° 07′ 14″ N, 78° 15′ 33″ O |
| Mulmul         | +03 878,     | ?                 | 1° 26′ 19″ S, 78° 32′ 36″ O |
| Pambamarca     | +04 075,     | Pléistocène       | 0° 04′ 47″ S, 78° 12′ 31″ O |
| Pangaladera    | +03 400,     | ?                 | 0° 13′ 34″ N, 78° 06′ 31″ O |
| Pasochoa       | +04 199,     | ?                 | 0° 28′ 01″ S, 78° 28′ 51″ O |
| Potrerillos    | +04 165,     | ?                 | 0° 43′ 53″ N, 77° 55′ 30″ O |
| Puñalica       | +03 988,     | Holocène          | 1° 24′ 02″ S, 78° 40′ 48″ O |
| Putzalahua     | +03 512,     | ?                 | 0° 57′ 54″ S, 78° 33′ 41″ O |
| Rumiñahui      | +04 722,     | Miocène           | 0° 34′ 54″ S, 78° 30′ 23″ O |
| Sagoatoa       | +04 169,     | ?                 | 1° 08′ 44″ S, 78° 40′ 26″ O |
| Santa Cruz     | +03 978,     | ?                 | 0° 39′ 06″ S, 78° 37′ 59″ O |

#### Chaîne Orientale ou Centrale
La chaîne Orientale ou Centrale (cordillera real en espagnol) est la deuxième chaîne principale du pays :
| Nom                  | Altitude (m) | Dernière éruption  | Coordonnées                 |
| -------------------- | ------------ | ------------------ | --------------------------- |
| Aliso                | +04 260,     | Début de notre ère | 0° 31′ 38″ S, 78° 00′ 34″ O |
| Altar                | +05 319,     | 1490               | 1° 39′ 51″ S, 78° 24′ 41″ O |
| Angahuana            | +04 125,     | ?                  | 1° 04′ 04″ S, 78° 21′ 49″ O |
| Antisana             | +05 758,     | 1802               | 0° 29′ 04″ S, 78° 08′ 30″ O |
| Bermejo              | +02 938,     | ?                  | 0° 32′ 12″ S, 77° 56′ 11″ O |
| Cayambe, Nevado      | +05 790,     | 1786               | 0° 01′ 30″ N, 77° 59′ 21″ O |
| Viejo Cayambe, Viejo | +04 815,     | ?                  | 0° 02′ 48″ N, 78° 00′ 50″ O |
| Chacana (en)         | +04 493,     | 1773               | 0° 12′ 51″ S, 78° 11′ 09″ O |
| Chalupas             | +04 214,     | ?                  | 0° 46′ 39″ S, 78° 13′ 17″ O |
| Chaupiloma           | +04 196,     | ?                  | 0° 39′ 40″ S, 78° 16′ 19″ O |
| Chinibano            | +04 200,     | ?                  | 0° 57′ 34″ S, 78° 28′ 34″ O |
| Cosanga              | +04 011,     | ?                  | 0° 36′ 13″ S, 77° 59′ 30″ O |
| Cotopaxi             | +05 897,     | 14/08/2015         | 0° 40′ 50″ S, 78° 26′ 18″ O |
| Coturco/Léon Dormido | +03 575,     | ?                  | 0° 12′ 44″ S, 78° 17′ 04″ O |
| Dorado, El           | +02 785,     | Début de notre ère | 0° 32′ 49″ S, 77° 54′ 40″ O |
| Huañuña              | +04 251,     | Holocène           | 0° 38′ 08″ S, 78° 13′ 01″ O |
| Huevo de Chivo       | +02 750,     | Début de notre ère | 0° 34′ 47″ S, 77° 55′ 29″ O |
| Huicutambo           | +03 534,     | ?                  | 1° 10′ 50″ S, 78° 28′ 46″ O |
| Machángara           | +03 460,     | ?                  | 0° 30′ 32″ S, 77° 56′ 46″ O |
| Mangus               | +03 944,     | ?                  | 0° 26′ 15″ N, 77° 49′ 44″ O |
| Pumayacu             | +02 950,     | Début de notre ère | 0° 35′ 56″ S, 77° 55′ 19″ O |
| Puntas               | +04 452,     | Pléistocène        | 0° 11′ 06″ S, 78° 12′ 16″ O |
| Quilindaña           | +04 876,     | Pléistocène        | 0° 46′ 48″ S, 78° 19′ 45″ O |
| Sincholahua          | +04 873,     | ?                  | 0° 32′ 18″ S, 78° 22′ 04″ O |
| Tungurahua           | +05 023,     | 6 avril 2014       | 1° 28′ 12″ S, 78° 26′ 41″ O |

#### Chaîne Suborientale
La chaîne Suborientale ou « troisième chaîne » est constituée de ramifications dérivées de la chaîne Orientale :
| Nom           | Altitude (m) | Dernière éruption | Coordonnées                 |
| ------------- | ------------ | ----------------- | --------------------------- |
| Azul          | +03 069,     | ?                 | 0° 43′ 02″ S, 77° 54′ 39″ O |
| Pan de Azúcar | +03 482,     | Holocène          | 0° 25′ 57″ S, 77° 43′ 08″ O |
| Puyo          | +01 090,     | ?                 | 1° 26′ 46″ S, 77° 56′ 06″ O |
| Reventador    | +03 562,     | 2007              | 0° 04′ 52″ S, 77° 39′ 31″ O |
| Sangay        | +05 260,     | 2007              | 2° 00′ 18″ S, 78° 20′ 28″ O |
| Soche         | +03 955,     | Holocène          | 0° 33′ 04″ N, 77° 34′ 55″ O |
| Sumaco        | +03 732,     | 1933              | 0° 32′ 28″ S, 77° 37′ 37″ O |
| Virgen Negra  | +03 658,     | ?                 | 0° 40′ 08″ N, 77° 38′ 47″ O |
| Yanaurcu      | +03 127,     | ?                 | 0° 21′ 23″ S, 77° 37′ 43″ O |

### Îles Galápagos
| Nom               | Altitude (m) | Dernière éruption | Coordonnées                 |
| ----------------- | ------------ | ----------------- | --------------------------- |
| Alcedo            | +01 130,     | 1993              | 0° 25′ 41″ S, 91° 05′ 14″ O |
| Cerro Azul        | +01 690,     | 2008              | 0° 55′ 41″ S, 91° 24′ 34″ O |
| Cerro Crocker     | +00864,      | ?                 | 0° 38′ 33″ S, 90° 19′ 34″ O |
| Cerro Pajas       | +00780,      | 1928              | 1° 17′ 37″ S, 90° 27′ 25″ O |
| Cerro Pelado      | +00920,      | 1906              | 0° 12′ 43″ S, 90° 47′ 02″ O |
| Cerro San Joaquin | +00759,      | ?                 | 0° 53′ 11″ S, 89° 29′ 24″ O |
| Cumbre, La        | +01 495,     | 2009              | 0° 20′ 55″ S, 91° 31′ 48″ O |
| Darwin            | +01 330,     | 1813              | 0° 11′ 38″ S, 91° 17′ 35″ O |
| Ecuador           | +00790,      | 1150              | 0° 00′ 42″ S, 91° 33′ 03″ O |
| Genovesa          | +00064,      | ?                 | 0° 19′ 37″ N, 89° 57′ 29″ O |
| Marchena          | +00343,      | 1991              | 0° 20′ 22″ N, 90° 26′ 49″ O |
| Pinta             | +00780,      | 1928              | 0° 35′ 06″ N, 90° 45′ 18″ O |
| Sierra Negra      | +01 124,     | 2005              | 0° 46′ 54″ S, 91° 08′ 10″ O |
| Wolf              | +01 710,     | 2022              | 0° 02′ 33″ N, 91° 20′ 02″ O |